# Apodanthera crispa
Apodanthera crispa är en gurkväxtart som beskrevs av Célestin Alfred Cogniaux. Apodanthera crispa ingår i släktet Apodanthera och familjen gurkväxter. Inga underarter finns listade i Catalogue of Life.